# 995

## Události
28. září – vyvraždění Slavníkovců na Libici, přežili jen dva nepřítomní: Vojtěch a Soběslav.

## Narození
- Olaf II. Svatý, norský král († 29. červenec 1030)
- Minamoto Jorijoši, samurajský velitel z rodu Minamoto († 1082)

## Úmrtí
- 28. srpna – Jindřich II. Bavorský, bavorský a korutanský vévoda a veronský markrabě (* 951)
- Haakon Sigurdsson, norský král

## Hlavy států
- České knížectví – Boleslav II.
- Papež – Jan XV.
- Svatá říše římská – Ota III.
- Anglické království – Ethelred II.
- Skotské království – Kenneth II. – Konstantin III.
- Polské knížectví – Boleslav I. Chrabrý
- Západofranská říše / Francouzské království – Hugo Kapet
- Uherské království – Gejza
- První bulharská říše – Roman I. Bulharský
- Byzanc – Basileios II. Bulharobijce